# Geasa
Geasa ist eine irische Celtic-/Black-Metal-Band aus Dublin. Der Name ist der Plural des Wortes Geis, welches eine Art Tabu aus der irischen Mythologie und Folklore darstellt.

## Geschichte
Die Band wurde 1994 durch Frontmann Draighean gegründet. Das erste Demo Starside wurde 1996 veröffentlicht. Durch die überwiegend positiven Kritiken und dem Erfolg der Demo, wurde das französische Label Season of Mist auf die Band aufmerksam und nahm sie 1998 unter Vertrag. Das erste Studioalbum, Angel’s Cry, wurde im Oktober 1999 im Tico-Tico Studio in Finnland aufgenommen. Bald darauf wechselte Geasa aber zum irischen Label Acheron Records und veröffentlichte 2003 das zweite Album, Fates Lost Son, welches als Bonustracks eine neu gemasterte Version des Demos Starside enthielt. Das dritte Album, .Godslaughter., erschien 2006, nach einem erneuten Label-Wechsel, über Dark Music Productions.

## Stil
Zu Beginn ihrer Karriere war der Stil der Band an den norwegischen Black Metal im Stil von Darkthrone angelehnt, wobei die Texte bereits damals eher heidnischer, denn satanischer Natur waren. Im Laufe der Zeit traten vermehrt Elemente des Pagan Metals in der Musik auf, so zum Beispiel akustische Passagen und Elemente keltischer Folkmusik.

## Diskografie

### Studioalben
- 1999: Angel’s Cry (Season of Mist)
- 2003: Fates Lost Son (Acheron Records)
- 2005: .Godslaughter. (Dark Music Productions)

### EPs
- 2004: Murder (Eigenproduktion)

### Demos
- 1996: Starside